# Роуз, Тимоти Д.
Тимоти Д. Роуз (англ. Timothy D. Rose; родился 17 июля 1956 года) — американский актёр и кукольник.

## Жизнь и карьера

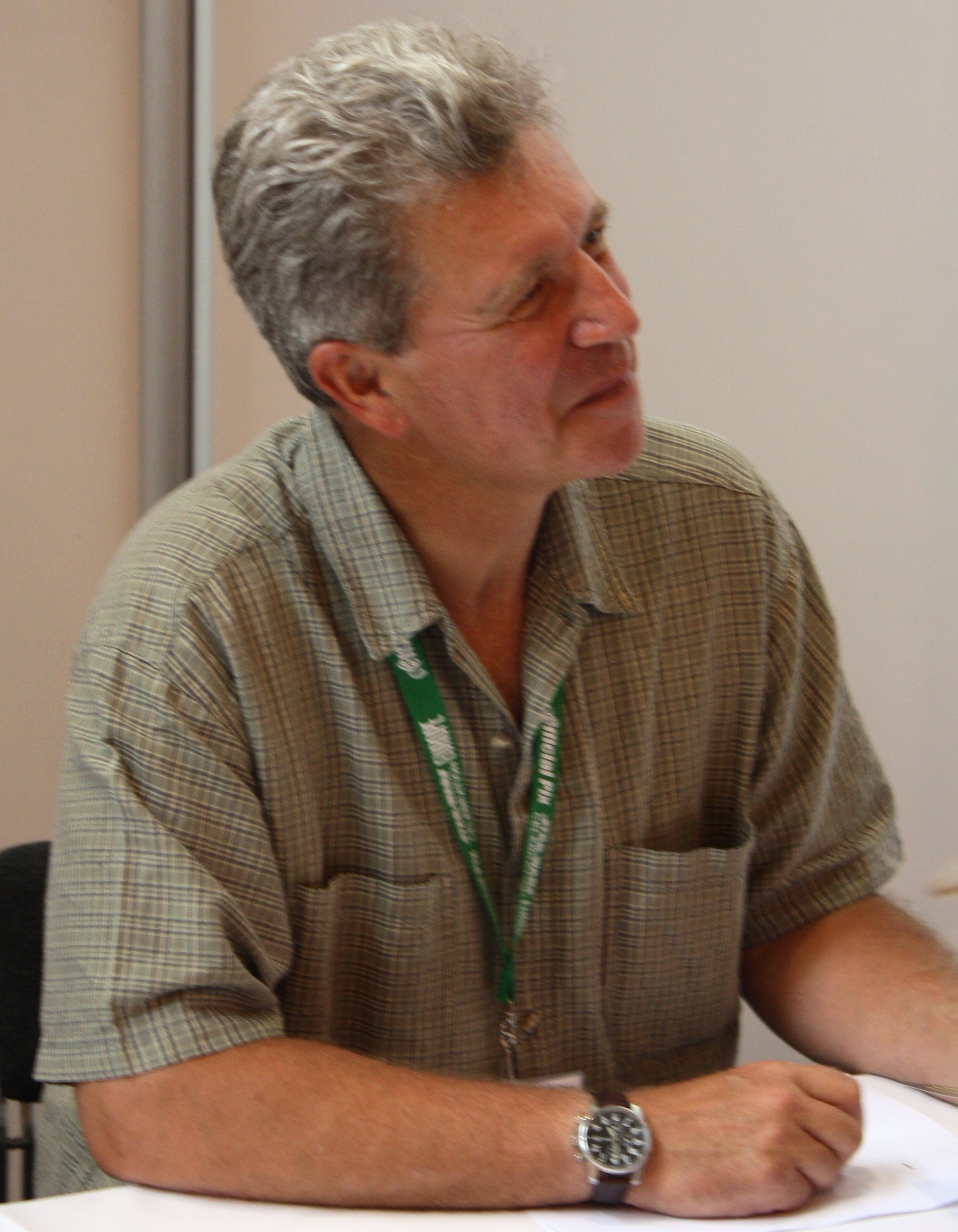
Тимоти Д. Роуз на Star Wars Celebration Europe II в Эссене, Германия

Роуз наиболее известен тем, что он сыграл роль адмирала Акбара в фильме «Звёздные войны. Эпизод VI: Возвращение джедая», которую он повторил в фильмах «Звёздные войны: Пробуждение силы» и «Звёздные войны: Последние джедаи». Кроме того, Роуз также занимался кукловодством персонажей Сай Снутлз и Сэлэшиос Крамб в фильме «Джедаи» и участвовал в других проектах Lucasfilm и The Jim Henson Company, включая «Тёмный кристалл» и «Говард-утка».
Он помог в кукловодстве персонажа Тик-Тока в фильме от Walt Disney Pictures «Возвращение в страну Оз».
Роуз создавал кукол Космо и Дибз для детского сериала BBC «Ты и я». Они дебютировали на этом шоу в 1983 году.
Он также был помощником кукловода для сериала «Барнаби».

## Фильмография

### Фильмы
| Год  | Название                                      | Роль                                         | Примечание                    |
| ---- | --------------------------------------------- | -------------------------------------------- | ----------------------------- |
| 1982 | Тёмный кристалл                               | Казначей                                     | Исполнитель                   |
| 1982 | Возвращение Эвока                             | Сэлэшиос Крамб                               | Короткометражный фильм, голос |
| 1983 | Звёздные войны. Эпизод VI: Возвращение джедая | Адмирал Джил Акбар Сэлэшиос Крамб Сай Снутлз |                               |
| 1985 | Возвращение в страну Оз                       | Тик-Ток                                      |                               |
| 1986 | Говард-утка                                   | Говард-утка                                  |                               |
| 1992 | Рождественская сказка Маппетов                | Дополнительный Маппет исполнитель            | Голос                         |
| 2008 | Восьмая страна чудес                          | Ричардс                                      |                               |
| 2015 | Звёздные войны: Пробуждение силы              | Адмирал Джил Акбар                           |                               |
| 2017 | Звёздные войны: Последние джедаи              | Адмирал Джил Акбар                           |                               |

### Телевидение
| Год     | Название                     | Родь          | Примечания  |
| ------- | ---------------------------- | ------------- | ----------- |
| 1977-78 | Просто Уильямс               | Дуглас        | 17 эпизодов |
| 2012-13 | Волшебники против пришельцев | Король Некрос | 26 эпизодов |